# Collettea arnaudi
Collettea arnaudi is een naaldkreeftjessoort uit de familie van de Colletteidae. De wetenschappelijke naam van de soort is voor het eerst geldig gepubliceerd in 1978 door Sueo M. Shiino.